# Torneo Súper 20 2021
El Torneo Súper 20 de 2021 fue la quinta edición del torneo oficial de pretemporada que, a raíz de la pandemia, se disputó con formato de burbujas. Se planeó que comience el 24 de septiembre y tomaran parte los veinte equipos de la temporada 2021-2022 de la Liga Nacional. A fines de agosto se confirmó el formato de manera oficial.
El torneo inició el 23 de septiembre con el encuentro entre San Lorenzo de Buenos Aires y Boca Juniors, disputado en el Polideportivo Roberto Pando. Este evento marcó el retorno de los aficionados a las canchas tras levantarse los impedimentos sanitarios para desarrollar espectáculos deportivos con público. El aforo en la sede de Córdoba será del 33% del estadio, mientras que en la ciudad de Buenos Aires será del 70%.
La final se disputó el 30 de octubre en el Estadio Ángel Sandrín, sede de la última burbuja, y en ese partido Instituto superó a Gimnasia de Comodoro Rivadavia y así logró su primer título en el torneo. Para el equipo chubutense fue la primera final disputada de un Super 20.

## Equipos participantes
| Región                    | Cantidad |
| ------------------------- | -------- |
| Capital Federal           | 4        |
| Provincia de Buenos Aires | 3        |
| Corrientes                | 3        |
| Santiago del Estero       | 2        |
| Córdoba                   | 2        |
| Chubut                    | 1        |
| Formosa                   | 1        |
| La Rioja                  | 1        |
| Misiones                  | 1        |
| Santa Cruz                | 1        |
| Santa Fe                  | 1        |

| Club                   | Ciudad              | Entrenador           | Estadio                                | Capacidad |
| ---------------------- | ------------------- | -------------------- | -------------------------------------- | --------- |
| Argentino              | Junín               | Juan Varas           | El Fortín de las Morochas              | 1500      |
| Atenas                 | Córdoba             | Sebastián Saborido   | Polideportivo Carlos Cerutti           | 3424      |
| Boca Juniors           | Buenos Aires        | Gonzalo García       | Microestadio Luis Conde                | 2000      |
| Ciclista Olímpico      | La Banda            | Leonardo Gutiérrez   | Vicente Rosales                        | 3400      |
| Comunicaciones         | Mercedes            | Ariel Rearte         | Estadio de Comunicaciones              | 3500      |
| Ferro Carril Oeste     | Buenos Aires        | Federico Fernández   | Estadio Héctor Etchart                 | 3500      |
| Gimnasia y Esgrima     | Comodoro Rivadavia  | Martín Villagrán     | Estadio Socios Fundadores              | 1453      |
| Hispano Americano      | Río Gallegos        | Matías Huarte        | Gimnasio Municipal Juan Bautista Rocha | 500       |
| Instituto              | Córdoba             | Lucas Victoriano     | Gimnasio Ángel Sandrín                 | 2000      |
| La Unión de Formosa    | Formosa             | Eduardo Japez        | Estadio Cincuentenario                 | 4500      |
| Oberá Tenis Club       | Oberá               | Fabio Demti          | Estadio Dr. Luis Augusto Derna         | 2000      |
| Obras Basket           | Buenos Aires        | Bernardo Murphy      | Estadio Obras Sanitarias               | 3000      |
| Peñarol                | Mar del Plata       | Leandro Ramella      | Polideportivo Islas Malvinas           | 8000      |
| Platense               | Florida             | Alejandro González   | Microestadio Ciudad de Vicente López   |           |
| Quimsa                 | Santiago del Estero | Sebastián González   | Ciudad                                 | 5000      |
| Regatas Corrientes     | Corrientes          | Gabriel Piccato      | José Jorge Contte                      | 3400      |
| Riachuelo              | La Rioja            | Fabricio Salas       | Superdomo La Rioja                     | 13 000    |
| San Lorenzo de Almagro | Buenos Aires        | Álvaro Castiñeira    | Polideportivo Roberto Pando            | 2200      |
| San Martín             | Corrientes          | Diego Vadell         | El Fortín Rojinegro                    | 2500      |
| Unión                  | Santa Fe            | Juan Francisco Ponce | Ángel P. Malvicino                     | 4500      |

1. ↑  Hispano Americano utiliza en la máxima división el Gimnasio Municipal Juan Bautista Rocha. Su estadio es el Estadio Tito Wilson, con capacidad para 500 espectadores.

## Formato de competencia
Tras la aprobación en Asamblea General del formato del torneo, éste sufre una modificación respecto ediciones pasadas para ser aggiornado a los tiempos de pandemia y post-pandemia.
El torneo se disputará en dos fases, la de grupos y los play-offs. En la fase de grupos los veinte participantes se dividen en dos grupos denominados conferencias, conferencia norte y conferencia sur, y a su vez en dos grupos dentro de cada conferencia, totalizando cuatro grupos de cinco equipos cada uno.  En la primera parte se enfrentan los equipos de la misma conferencia, los de un grupo se enfrentan a los del otro grupo, en una única sede, para la conferencia norte es la Córdoba y para la conferencia sur es Buenos Aires y se juegan los partidos del 24 al 30 de septiembre. La segunda ronda de los grupos es regional, se juega del 10 al 16 de octubre y cada equipo se enfrenta a los rivales de su mismo grupo una vez. Tras disputar nueve encuentros en la fase de grupos, dos equipos por cada grupo, el mejor y el segundo mejor, avanzan a los play-offs.
Los play-offs se disputan en una sede única del 28 al 30 de octubre. Tras realizarse un sorteo, hay duelos a partido único hasta llegar a la final donde se define el título de esta edición del torneo. El campeón logra clasificarse a la Liga Sudamericana de Clubes.

## Desarrollo del torneo

### Primera fase, ronda de grupos

#### Conferencia norte
| Equipo               | PJ | PG | PP | Pts |
| -------------------- | -- | -- | -- | --- |
| Instituto            | 9  | 7  | 2  | 16  |
| Quimsa               | 9  | 6  | 3  | 15  |
| Ciclista Olímpico    | 9  | 5  | 4  | 14  |
| Riachuelo (La Rioja) | 9  | 5  | 4  | 14  |
| Atenas               | 9  | 5  | 4  | 14  |

| Equipo                    | PJ | PG | PP | Pts |
| ------------------------- | -- | -- | -- | --- |
| San Martín (Corrientes)   | 9  | 7  | 2  | 16  |
| La Unión de Formosa       | 9  | 5  | 4  | 14  |
| Regatas Corrientes        | 9  | 3  | 6  | 12  |
| Comunicaciones (Mercedes) | 9  | 1  | 8  | 10  |
| Oberá TC                  | 9  | 1  | 8  | 10  |

|  |                           |
|  | Clasificados a play-offs. |

Primera ventana
| 24 de septiembre, 11:00 | Riachuelo (LR)                                            | 87–79                | Oberá TC                                                                       | Córdoba                                                                                         |  |
|                         | Parciales: 15-28, 27-16, 20-19, 25-16                     |                      |                                                                                |                                                                                                 |  |
|                         | Estadísticas Eric Flor 27 Martín Leiva 8 Pablo Espinoza 3 | Reporte Pts Reb Asts | Estadísticas 22 Nicolás De Los Santos 9 Clint Robinson 7 Nicolás De Los Santos | Pabellón: Estadio Ángel Sandrín Árbitros: * Julio Dinamarca * Nicolás D'Anna * Leonardo Mendoza |  |

| 24 de septiembre, 14:00 | Ciclista Olímpico                                                    | 81–72                | San Martín (C)                                                            | Córdoba                                                                                       |  |
|                         | Parciales: 14-14, 17-19, 21-19, 29-20                                |                      |                                                                           |                                                                                               |  |
|                         | Estadísticas Michael Buchanan 20 Michael Buchanan 10 Federico Grun 4 | Reporte Pts Reb Asts | Estadísticas 15 Leo Mainoldi 9 Fabián Ramírez Barrios 4 Santiago Ferreyra | Pabellón: Estadio Ángel Sandrín Árbitros: * Diego Rougier * Alejandro Zanabone * Pablo Leyton |  |

| 24 de septiembre, 16:30 | Quimsa                                                                  | 90–88                | Regatas Corrientes                                                    | Córdoba                                                                                     |  |
|                         | Parciales: 18-28, 20-18, 19-20, 33-21                                   |                      |                                                                       |                                                                                             |  |
|                         | Estadísticas Franco Baralle 18 Eric Anderson, Jr. 11 Luciano González 5 | Reporte Pts Reb Asts | Estadísticas 22 William Davis II 8 William Davis II 5 Nicolás Aguirre | Pabellón: Estadio Ángel Sandrín Árbitros: * Fabricio Vito * Sergio Tarifeño * Micaela Prado |  |

| 24 de septiembre, 19:00 | Atenas                                                             | 58–62                | La Unión de Formosa                                                   | Córdoba                                                                                   |  |
|                         | Parciales: 14-14, 16-14, 16-16, 12-18                              |                      |                                                                       |                                                                                           |  |
|                         | Estadísticas Latraius Mosley 21 Latraius Mosley 8 Eduardo Gamboa 6 | Reporte Pts Reb Asts | Estadísticas 18 Fernando Podestá 11 Chaz Crawford 3 Jonatan Maldonado | Pabellón: Estadio Ángel Sandrín Árbitros: * Daniel Rodrigo * Gustavo D'Anna * Ariel Rosas |  |

| 24 de septiembre, 21:30 | Instituto                                                        | 86–59                | Comunicaciones (M)                                                  | Córdoba                                                                                        |  |
|                         | Parciales: 22-15, 10-20, 25-16, 29-8                             |                      |                                                                     |                                                                                                |  |
|                         | Estadísticas Nicolás Romano 17 Nicolás Romano 11 Gastón Whelan 5 | Reporte Pts Reb Asts | Estadísticas 11 Alejandro Diez 12 Brandon Peterson 6 Luciano Guerra | Pabellón: Estadio Ángel Sandrín Árbitros: * Juan Fernández * Alberto Ponzo * Sebastián Vasallo |  |

| 25 de septiembre, 11:00 | San Martín (C)                                                        | 94–65                | Quimsa                                                           | Córdoba |  |
|                         | Parciales: 19-21, 22-16, 33-7, 20-21                                  |                      |                                                                  | |  |
|                         | Estadísticas Leo Mainoldi 19 Fabián Ramírez Barrios 8 Franco Mendez 5 | Reporte Pts Reb Asts | Estadísticas 16 Mauro Cosolito 5 Mauro Cosolito 5 Mauro Cosolito | Pabellón: Estadio Ángel Sandrín Árbitros: * Juan Fernández * Ariel Rosas * Alberto Ponzo Televisión: TyC Sports |  |

| 25 de septiembre, 14:00 | Regatas Corrientes                                                | 90–92                | Riachuelo (LR)                                          | Córdoba                                                                                        |  |
|                         | Parciales: 21-21, 16-14, 18-19, 22-23 (T.E.: 13-15)               |                      |                                                         |                                                                                                |  |
|                         | Estadísticas Juan Arengo 22 William Davis II 12 Nicolás Aguirre 7 | Reporte Pts Reb Asts | Estadísticas 23 Eric Flor 11 Pablo Espinoza 6 Eric Flor | Pabellón: Estadio Ángel Sandrín Árbitros: * Daniel Rodrigo * Alejandro Zanabone * Pablo Leyton |  |

| 25 de septiembre, 16:30 | La Unión de Formosa                                                     | 77–89                | Ciclista Olímpico                                                   | Córdoba                                                                                          |  |
|                         | Parciales: 10-19, 23-19, 24-35, 20-16                                   |                      |                                                                     |                                                                                                  |  |
|                         | Estadísticas Patricio Tabárez 16 Patricio Tabárez 13 Fernando Podestá 3 | Reporte Pts Reb Asts | Estadísticas 18 Michael Buchanan 6 Santiago Arese 5 Luciano Cáceres | Pabellón: Estadio Ángel Sandrín Árbitros: * Fabricio Vito * Leonardo Mendoza * Sebastián Vasallo |  |

| 25 de septiembre, 19:00 | Comunicaciones (M)                                                   | 68–83                | Atenas                                                      | Córdoba                                                                                      |  |
|                         | Parciales: 18-24, 19-22, 18-16, 13-21                                |                      |                                                             |                                                                                              |  |
|                         | Estadísticas Brandon Peterson 16 Brandon Peterson 6 Lucas Gargallo 5 | Reporte Pts Reb Asts | Estadísticas 18 Omar Cantón 10 Omar Cantón 4 Diego Gerbaudo | Pabellón: Estadio Ángel Sandrín Árbitros: * Diego Rougier * Julio Dinamarca * Nicolás D'Anna |  |

| 25 de septiembre, 21:30 | Oberá TC                                                                | 81–96                | Instituto                                                         | Córdoba                                                                                      |  |
|                         | Parciales: 25-30, 17-14, 20-28, 19-24                                   |                      |                                                                   |                                                                                              |  |
|                         | Estadísticas Facundo Giorgi 22 Facundo Giorgi 7 Nicolás De Los Santos 6 | Reporte Pts Reb Asts | Estadísticas 18 Tayavek Gallizi 10 Nicolás Romano 6 Gastón Whelan | Pabellón: Estadio Ángel Sandrín Árbitros: * Sergio Tarifeño * Gustavo D'Anna * Micaela Prado |  |

| 27 de septiembre, 11:00 | Atenas                                                         | 70–63                | Oberá TC                                                                | Córdoba                                                                                           |  |
|                         | Parciales: 18-18, 12-14, 20-20, 20-11                          |                      |                                                                         |                                                                                                   |  |
|                         | Estadísticas Eduardo Gamboa 19 Daniel Hure 11 Eduardo Gamboa 3 | Reporte Pts Reb Asts | Estadísticas 17 Clint Robinson 8 Clint Robinson 6 Nicolás De Los Santos | Pabellón: Estadio Ángel Sandrín Árbitros: * Juan Fernández * Leonardo Mendoza * Sebastián Vasallo |  |

| 27 de septiembre, 14:00 | Ciclista Olímpico                                            | 80–70                | Comunicaciones (M)                                                      | Córdoba                                                                                    |  |
|                         | Parciales: 24-21, 15-22, 19-13, 22-14                        |                      |                                                                         |                                                                                            |  |
|                         | Estadísticas Federico Grun 23 Federico Grun 6 Elyjah Clark 5 | Reporte Pts Reb Asts | Estadísticas 17 Brandon Petersen 5 Alejandro Diez 6 Alejandro Konsztadt | Pabellón: Estadio Ángel Sandrín Árbitros: * Daniel Rodrigo * Alberto Ponzo * Micaela Prado |  |

| 27 de septiembre, 16:30 | Quimsa                                                                    | 91–72                | La Unión de Formosa                                              | Córdoba                                                                                         |  |
|                         | Parciales: 27-18, 8-17, 22-19, 34-18                                      |                      |                                                                  |                                                                                                 |  |
|                         | Estadísticas Luciano González 21 Eric Anderson, Jr. 10 Luciano González 6 | Reporte Pts Reb Asts | Estadísticas 16 Jonatan Maldonado 7 Chaz Crawford 3 Franco Vieta | Pabellón: Estadio Ángel Sandrín Árbitros: * Julio Dinamarca * Alejandro Zanabone * Pablo Leyton |  |

| 27 de septiembre, 19:00 | Riachuelo (LR)                                         | 65–67                | San Martín (C)                                                 | Córdoba                                                                                      |  |
|                         | Parciales: 12-20, 19-20, 14-2, 20-25                   |                      |                                                                |                                                                                              |  |
|                         | Estadísticas Eric Flor 25 Pablo Espinoza 8 Eric Flor 2 | Reporte Pts Reb Asts | Estadísticas 12 Javier Saiz 5 Emiliano Basabe 4 Matías Solanas | Pabellón: Estadio Ángel Sandrín Árbitros: * Fabricio Vito * Sergio Tarifeño * Gustavo D'Anna |  |

| 27 de septiembre, 21:30 | Instituto                                                       | 92–74                | Regatas Corrientes                                              | Córdoba                                                                                  |  |
|                         | Parciales: 30-16, 15-17, 19-20, 28-21                           |                      |                                                                 |                                                                                          |  |
|                         | Estadísticas Nicolás Romano 23 Nicolás Romano 9 Martín Cuello 4 | Reporte Pts Reb Asts | Estadísticas 16 Agustín Caffaro 9 Agustín Caffaro 5 Juan Arengo | Pabellón: Estadio Ángel Sandrín Árbitros: * Diego Rougier * Ariel Rosas * Nicolás D'Anna |  |

| 28 de septiembre, 11:00 | Oberá TC                                                                | 77–80                | Ciclista Olímpico                                                 | Córdoba                                                                                       |  |
|                         | Parciales: 19-21, 20-18, 16-22, 22-19                                   |                      |                                                                   |                                                                                               |  |
|                         | Estadísticas Jonatan Slider 28 Jonatan Slider 5 Nicolás De Los Santos 5 | Reporte Pts Reb Asts | Estadísticas 26 Federico Grun 8 Michael Buchanan 3 Santiago Arese | Pabellón: Estadio Ángel Sandrín Árbitros: * Daniel Rodrigo * Alejandro Zanabone * Ariel Rosas |  |

| 28 de septiembre, 14:00 | Comunicaciones (M)                                             | 80–81                | Quimsa                                                               | Córdoba                                                                                            |  |
|                         | Parciales: 14-15, 24-21, 25-21, 17-24                          |                      |                                                                      | |  |
|                         | Estadísticas Jordan Adams 20 Luciano Guerra 7 Luciano Guerra 8 | Reporte Pts Reb Asts | Estadísticas 21 Luciano González 8 Eric Anderson, Jr. 5 Delroy James | Pabellón: Estadio Ángel Sandrín Árbitros: * Sergio Tarifeño * Leonardo Mendoza * Sebastián Vasallo |  |

| 28 de septiembre, 16:30 | La Unión de Formosa                                                | 79–74                | Riachuelo (LR)                                    | Córdoba                                                                                   |  |
|                         | Parciales: 15-13, 25-24, 19-14, 20-23                              |                      |                                                   |                                                                                           |  |
|                         | Estadísticas Chaz Crawford 14 Chaz Crawford 12 Jonatan Maldonado 7 | Reporte Pts Reb Asts | Estadísticas 31 Eric Flor 9 Eric Flor 4 Eric Flor | Pabellón: Estadio Ángel Sandrín Árbitros: * Juan Fernández * Ariel D'Anna * Micaela Prado |  |

| 28 de septiembre, 19:00 | Regatas Corrientes                                                | 85–86                | Atenas                                                          | Córdoba                                                                                   |  |
|                         | Parciales: 27-11, 12-23, 16-29, 30-23                             |                      |                                                                 |                                                                                           |  |
|                         | Estadísticas Juan Arengo 19 William David II 11 Nicolás Aguirre 8 | Reporte Pts Reb Asts | Estadísticas 18 Latraius Mosley 10 Daniel Hure 3 Augusto Alonso | Pabellón: Estadio Ángel Sandrín Árbitros: * Diego Rougier * Gustavo D'Anna * Pablo Leyton |  |

| 28 de septiembre, 21:30 | San Martín (C)                                                    | 72–76                | Instituto                                                      | Córdoba                                                                                     |  |
|                         | Parciales: 10-22, 21-15, 11-27, 30-12                             |                      |                                                                |                                                                                             |  |
|                         | Estadísticas Matías Solanas 19 Matías Solanas 6 Emiliano Basabe 3 | Reporte Pts Reb Asts | Estadísticas 15 Gastón Whelan 5 Nicolás Romano 4 Gastón Whelan | Pabellón: Estadio Ángel Sandrín Árbitros: * Fabricio Vito * Julio Dinamarca * Alberto Ponzo |  |

| 30 de septiembre, 11:00 | Atenas                                                         | 86–95                | San Martín (C)                                                             | Córdoba                                                                                       |  |
|                         | Parciales: 18-17, 28-20, 13-30, 27-28                          |                      |                                                                            |                                                                                               |  |
|                         | Estadísticas Latraius Mosley 27 Omar Cantón 5 Eduardo Gamboa 4 | Reporte Pts Reb Asts | Estadísticas 17 Fabián Ramírez Barrios 6 Emiliano Basabe 7 Emiliano Basabe | Pabellón: Estadio Ángel Sandrín Árbitros: * Daniel Rodrigo * Alejandro Zanabone * Ariel Rosas |  |

| 30 de septiembre, 14:00 | Riachuelo (LR)                                             | 92–85                | Comunicaciones (M)                                               | Córdoba                                                                                       |  |
|                         | Parciales: 18-19, 28-21, 26-19, 20-26                      |                      |                                                                  |                                                                                               |  |
|                         | Estadísticas Eric Flor 21 Martín Leiva 10 Pablo Espinoza 5 | Reporte Pts Reb Asts | Estadísticas 17 Alejandro Diez 6 Brandon Peterson 6 Jordan Adams | Pabellón: Estadio Ángel Sandrín Árbitros: * Daniel Rodrigo * Alejandro Zanabone * Ariel Rosas |  |

| 30 de septiembre, 16:30 | Ciclista Olímpico                                                  | 85–89                | Regatas Corrientes                                               | Córdoba                                                                                       |  |
|                         | Parciales: 16-15, 23-25, 16-24, 30-25                              |                      |                                                                  |                                                                                               |  |
|                         | Estadísticas Santiago Arese 21 Federico Grun 7 Guillermo Aliende 3 | Reporte Pts Reb Asts | Estadísticas 23 Paolo Quinteros 7 Martín Fernández 5 Juan Arengo | Pabellón: Estadio Ángel Sandrín Árbitros: * Daniel Rodrigo * Alejandro Zanabone * Ariel Rosas |  |

| 30 de septiembre, 19:00 | Quimsa                                                                  | 61–73                | Oberá TC                                                           | Córdoba |  |
|                         | Parciales: 19-16, 15-14, 13-25, 14-18                                   |                      |                                                                    | |  |
|                         | Estadísticas Eric Anderson, Jr. 19 Eric Anderson, Jr. 11 Iván Gramajo 3 | Reporte Pts Reb Asts | Estadísticas 18 Facundo Giorgi 10 Curtis Robinson 4 Jonatan Treise | Pabellón: Estadio Ángel Sandrín Árbitros: * Daniel Rodrigo * Alejandro Zanabone * Ariel Rosas Televisión: DirecTV Sports |  |

| 30 de septiembre, 21:30 | Instituto                                                       | 97–68                | La Unión de Formosa                                                     | Córdoba                                                                                       |  |
|                         | Parciales: 30-14, 28-9, 22-23, 17-22                            |                      |                                                                         |                                                                                               |  |
|                         | Estadísticas Martín Cuello 16 Gastón Whelan 5 Nicolás Copello 6 | Reporte Pts Reb Asts | Estadísticas 14 Nicolás Ferreyra 9 Patricio Tabárez 5 Jonatan Maldonado | Pabellón: Estadio Ángel Sandrín Árbitros: * Daniel Rodrigo * Alejandro Zanabone * Ariel Rosas |  |

Segunda ventana
| 9 de octubre, 11:00 | Quimsa                                                              | 74–81                | Instituto                                                        | Santiago del Estero |  |
|                     | Parciales: 23-25, 21-22, 17-19, 13-15                               |                      |                                                                  | |  |
|                     | Estadísticas Juan Brussino 14 Eric Anderson, Jr. 11 Juan Brussino 5 | Reporte Pts Reb Asts | Estadísticas 17 Martín Cuello 10 Nicolás Romano 4 Nicolás Romano | Pabellón: Estadio Ciudad de Santiago del Estero Árbitros: * Alejandro Chiti * Sergio Tarifeño * Raúl Lorenzo Televisión: TyC Sports |  |

| 9 de octubre, 19:00 | Comunicaciones (M)                                                      | 65–76                | La Unión de Formosa                                                  | Corrientes                                                                                          |  |
|                     | Parciales: 17-17, 20-27, 12-21, 16-11                                   |                      |                                                                      | |  |
|                     | Estadísticas Luciano Guerra 18 Alejandro Diez 10 ]Alejandro Konsztadt 5 | Reporte Pts Reb Asts | Estadísticas 15 Jonatan Maldonado 7 Chaz Crawford 6 Nicolás Ferreyra | Pabellón: Estadio José Jorge Contte Árbitros: * Leonardo Zalazar * Sebastián Vasallo * Jorge Chávez |  |

| 9 de octubre, 21:00 | Ciclista Olímpico                                                                | 79–85                | Atenas                                                             | Santiago del Estero                                                                                             |  |
|                     | Parciales: 17-13, 25-16, 18-27, 19-29                                            |                      |                                                                    | |  |
|                     | Estadísticas Juan Esteban de la Fuente 18 Michael Buchanan 8 Guillermo Aliende 4 | Reporte Pts Reb Asts | Estadísticas 28 Latraius Mosley 8 Latraius Mosley 5 Augusto Alonso | Pabellón: Estadio Ciudad de Santiago del Estero Árbitros: * Daniel Rodrigo * Alejandro Zanabone * Micaela Prado |  |

| 9 de octubre, 21:00 | Oberá TC                                                                        | 74–77                | San Martín (C)                                                            | Corrientes |  |
|                     | Parciales: 12-22, 20-23, 21-16, 21-16                                           |                      |                                                                           | |  |
|                     | Estadísticas Nicolás De Los Santos 24 Jonatan Slider 10 Nicolás De Los Santos 5 | Reporte Pts Reb Asts | Estadísticas 24 Matías Solanas 7 Emiliano Basabe 4 Fabián Ramírez Barrios | Pabellón: Estadio José Jorge Contte Árbitros: * Fabricio Vito * Silvio Guzmán * Gonzalo Delsart Televisión: DirecTV Sports |  |

| 10 de octubre, 19:00 | Instituto                                                         | 80–83                | Riachuelo (LR)                                               | Santiago del Estero                                                                                               |  |
|                      | Parciales: 23-18, 15-21, 27-25, 10-11 (T.E.: 5-8)                 |                      |                                                              | |  |
|                      | Estadísticas Nicolás Romano 17 Nicolás Romano 11 Mateo Chiarini 4 | Reporte Pts Reb Asts | Estadísticas 20 Eric Flor 8 Pablo Espinoza 8 Nicolás Paletta | Pabellón: Estadio Ciudad de Santiago del Estero Árbitros: * Daniel Rodrigo * Sergio Tarifeño * Alejandro Zanabone |  |

| 10 de octubre, 19:00 | La Unión de Formosa                                                       | 75–73                | Oberá TC                                                                | Corrientes                                                                                        |  |
|                      | Parciales: 17-20, 18-13, 23-18, 17-22                                     |                      |                                                                         |                                                                                                   |  |
|                      | Estadísticas Jonatan Maldonado 20 Jonatan Maldonado 7 Jonatan Maldonado 4 | Reporte Pts Reb Asts | Estadísticas 14 Nicolás De Los Santos 8 Clint Robinson 4 Jonatan Treise | Pabellón: Estadio José Jorge Contte Árbitros: * Rodrigo Castillo * Silvio Guzmán * Nicolás D'Anna |  |

| 10 de octubre, 21:30 | Atenas                                                     | 63–72                | Quimsa                                                                   | Santiago del Estero                                                                                       |  |
|                      | Parciales: 15-20, 14-23, 15-14, 19-15                      |                      |                                                                          | |  |
|                      | Estadísticas Omar Cantón 20 Daniel Hure 9 Eduardo Gamboa 4 | Reporte Pts Reb Asts | Estadísticas 17 Luciano González 7 Eric Anderson, Jr. 4 Luciano González | Pabellón: Estadio Ciudad de Santiago del Estero Árbitros: * Juan Fernández * Raúl Lorenzo * Micaela Prado |  |

| 10 de octubre, 21:30 | San Martín (C)                                                     | 80–74                | Regatas Corrientes                                                | Corrientes                                                                                        |  |
|                      | Parciales: 26-17, 18-20, 22-18, 14-19                              |                      |                                                                   |                                                                                                   |  |
|                      | Estadísticas Fabián Ramírez Barrios 24 Javier Saiz 9 Javier Saiz 5 | Reporte Pts Reb Asts | Estadísticas 19 Paolo Quinteros 9 Skyler Hogan 5 Martín Fernández | Pabellón: Estadio José Jorge Contte Árbitros: * Jorge Chávez * Leonardo Zalazar * Gonzalo Delsart |  |

| 12 de octubre, 19:00 | Riachuelo (LR)                                                | 71–69                | Atenas                                                         | Santiago del Estero                                                                                            |  |
|                      | Parciales: 20-27, 10-11, 21-15, 20-14                         |                      |                                                                | |  |
|                      | Estadísticas Eric Flor 20 Pablo Espinoza 17 Nicolás Paletta 4 | Reporte Pts Reb Asts | Estadísticas 16 Latraius Mosley 8 Daniel Hure 5 Augusto Alonso | Pabellón: Estadio Ciudad de Santiago del Estero Árbitros: * Alejandro Chiti * Sergio Tarifeño * Javier Mendoza |  |

| 12 de octubre, 19:00 | Oberá TC                                                                 | 63–75                | Comunicaciones (M)                                                    | Corrientes                                                                                         |  |
|                      | Parciales: 19-18, 11-19, 19-18, 14-20                                    |                      |                                                                       | |  |
|                      | Estadísticas Facundo Giorgi 14 Gabriel Peralta 8 Nicolás De Los Santos 8 | Reporte Pts Reb Asts | Estadísticas 15 Alejandro Diez 8 Lucas Gargallo 4 Alejandro Konsztadt | Pabellón: Estadio José Jorge Contte Árbitros: * Fabricio Vito * Nicolás D'Anna * Sebastián Vasallo |  |

| 12 de octubre, 21:30 | Quimsa                                                              | 80–73                | Ciclista Olímpico                                                                 | Santiago del Estero                                                                                              |  |
|                      | Parciales: 12-15, 18-14, 18-28, 32-16                               |                      |                                                                                   | |  |
|                      | Estadísticas Juan Brussino 20 Eric Anderson, Jr. 9 Mauro Cosolito 7 | Reporte Pts Reb Asts | Estadísticas 16 Juan Esteban de la Fuente 6 Francisco Filippa 6 Guillermo Aliende | Pabellón: Estadio Ciudad de Santiago del Estero Árbitros: * Juan Fernández * Daniel Rodrigo * Alejandro Zanabone |  |

| 12 de octubre, 21:30 | Regatas Corrientes                                          | 69–75                | La Unión de Formosa                                                      | Corrientes                                                                                       |  |
|                      | Parciales: 10-22, 29-10, 13-25, 17-18                       |                      |                                                                          |                                                                                                  |  |
|                      | Estadísticas Paolo Quinteros 19 Juan Arengo 7 Juan Arengo 6 | Reporte Pts Reb Asts | Estadísticas 17 Jonathan Maldonado 10 Chaz Crawford 3 Jonathan Maldonado | Pabellón: Estadio José Jorge Contte Árbitros: * Rodrigo Castillo * Javier Chávez * Silvio Guzmán |  |

| 13 de octubre, 19:00 | La Unión de Formosa                                          | 72–74                | San Martín (C)                                                             | Corrientes                                                                                       |  |
|                      | Parciales: 20-24, 20-9, 16-24, 16-17                         |                      |                                                                            |                                                                                                  |  |
|                      | Estadísticas Lucas Arn 16 Chaz Crawford 11 Fermín Thygesen 4 | Reporte Pts Reb Asts | Estadísticas 15 Fabián Ramírez Barrios 5 Emiliano Basabe 4 Emiliano Basabe | Pabellón: Estadio José Jorge Contte Árbitros: * Fabricio Vito * Jorge Chávez * Sebastián Vasallo |  |

| 13 de octubre, 19:00 | Atenas                                                         | 87–78                | Instituto                                                        | Santiago del Estero                                                                                          |  |
|                      | Parciales: 19-26, 22-11, 23-19, 23-22                          |                      |                                                                  | |  |
|                      | Estadísticas Latraius Mosley 25 Omar Cantón 5 Eduardo Gamboa 4 | Reporte Pts Reb Asts | Estadísticas 25 Mateo Chiarini 6 Tayavek Gallizi 5 Gastón Whelan | Pabellón: Estadio Ciudad de Santiago del Estero Árbitros: * Juan Fernández * Daniel Rodrigo * Javier Mendoza |  |

| 13 de octubre, 21:30 | Ciclista Olímpico                                                           | 77–71                | Riachuelo                                                          | Corrientes                                                                                     |  |
|                      | Parciales: 14-21, 19-22, 14-12, 30-16                                       |                      |                                                                    |                                                                                                |  |
|                      | Estadísticas Guillermo Aliende 25 Juan Esteban de la Fuente 6 Lucas Ortíz 4 | Reporte Pts Reb Asts | Estadísticas 16 Pablo Espinoza 13 Pablo Espinoza 8 Nicolás Paletta | Pabellón: Estadio José Jorge Contte Árbitros: * Alejandro Chiti * Micaela Prado * Raúl Lorenzo |  |

| 13 de octubre, 21:30 | Comunicaciones (M)                                                | 64–89                | Regatas Corrientes                                             | Santiago del Estero                                                                                             |  |
|                      | Parciales: 15-15, 15-30, 16-21, 18-23                             |                      |                                                                | |  |
|                      | Estadísticas Justin Adams 27 Brandon Peterson 10 Lucas Gargallo 2 | Reporte Pts Reb Asts | Estadísticas 19 Marco Giordano 8 Agustín Caffaro 9 Juan Arengo | Pabellón: Estadio Ciudad de Santiago del Estero Árbitros: * Rodrigo Castillo * Gonzalo Delsart * Nicolás D'Anna |  |

| 15 de octubre, 19:00 | San Martín (C)                                                      | 92–89                | Comunicaciones (M)                                           | Corrientes                                        |  |
|                      | Parciales: 23-19, 19-20, 22-24, 28-26                               |                      |                                                              |                                                   |  |
|                      | Estadísticas Santiago Ferreyra 28 Emiliano Basabe 8 Gastón García 7 | Reporte Pts Reb Asts | Estadísticas 21 Jordan Adams 6 Jordan Adams 5 Lautaro Guerra | Pabellón: Estadio José Jorge Contte Árbitros: * * |  |

| 15 de octubre, 19:00 | Riachuelo (LR)                                                | 76–80                | Quimsa                                                                    | Santiago del Estero                                                                                             |  |
|                      | Parciales: 20-15, 15-20, 25-24, 16-21                         |                      |                                                                           | |  |
|                      | Estadísticas Eric Flor 35 Pablo Espinoza 12 Nicolás Paletta 5 | Reporte Pts Reb Asts | Estadísticas 17 Eric Anderson, Jr. 10 Eric Anderson, Jr. 7 Mauro Cosolito | Pabellón: Estadio Ciudad de Santiago del Estero Árbitros: * Juan Fernández * Micaela Prado * Alejandro Zanabone |  |

| 15 de octubre, 21:30 | Oberá TC                                                                 | 80–85                | Regatas Corrientes                                           | Corrientes                                        |  |
|                      | Parciales: 21-11, 15-25, 28-29, 16-20                                    |                      |                                                              |                                                   |  |
|                      | Estadísticas Jonatan Slider 21 Clint Robinson 14 Nicolás De Los Santos 4 | Reporte Pts Reb Asts | Estadísticas 19 Skyler Hogan 7 Skyler Hogan 4 Marco Giordano | Pabellón: Estadio José Jorge Contte Árbitros: * * |  |

| 15 de octubre, 21:30 | Instituto                                                          | 78–72                | Ciclista Olímpico                                                               | Santiago del Estero                                                                                         |  |
|                      | Parciales: 22-12, 18-16, 16-17, 22-27                              |                      |                                                                                 | |  |
|                      | Estadísticas Nicolás Romano 22 Cristian Amicucci 9 Martín Cuello 6 | Reporte Pts Reb Asts | Estadísticas 17 Luciano Cáceres 9 Juan Esteban de la Fuente 3 Guillermo Aliende | Pabellón: Estadio Ciudad de Santiago del Estero Árbitros: * Alejandro Chiti * Javier Mendoza * Raúl Lorenzo |  |

#### Conferencia sur
| Equipo                        | PJ | PG | PP | Pts |
| ----------------------------- | -- | -- | -- | --- |
| Gimnasia (Comodoro Rivadavia) | 9  | 7  | 2  | 16  |
| Ferro (Buenos Aires)          | 9  | 6  | 3  | 15  |
| Platense                      | 9  | 6  | 3  | 15  |
| Peñarol                       | 9  | 5  | 4  | 14  |
| San Lorenzo (Buenos Aires)    | 9  | 4  | 5  | 13  |

| Equipo            | PJ | PG | PP | Pts |
| ----------------- | -- | -- | -- | --- |
| Boca Juniors      | 9  | 9  | 0  | 18  |
| Obras Basket      | 9  | 4  | 5  | 13  |
| Unión (Santa Fe)  | 9  | 2  | 7  | 11  |
| Argentino (Junín) | 9  | 1  | 8  | 10  |
| Hispano Americano | 9  | 1  | 8  | 10  |

|  |                           |
|  | Clasificados a play-offs. |

Primera ventana
| 23 de septiembre, 21:00 | San Lorenzo (BA)                                                     | 60–78                | Boca Juniors                                                          | Buenos Aires |  |
|                         | Parciales: 19-18, 14-20, 10-16, 17-24                                |                      |                                                                       | |  |
|                         | Estadísticas Matías Sandes 14 Leandro Cerminato 5 Lucas Pérez Naim 5 | Reporte Pts Reb Asts | Estadísticas 20 Kevin Hernández 7 Kevin Hernández 3 Leonel Schattmann | Pabellón: Polideportivo Roberto Pando Árbitros: * Alejandro Chiti * Silvio Guzmán * Raúl Sánchez Televisión: TyC Sports |  |

| 24 de septiembre, 19:00 | Platense                                                                      | 75–69                | Obras Basket                                                         | Buenos Aires                                                                                           |  |
|                         | Parciales: 19-15, 19-14, 14-22, 23-18                                         |                      |                                                                      | |  |
|                         | Estadísticas Alejandro Alloatti 13 Alejandro Alloatti 5 Lautaro Fraga Pérez 6 | Reporte Pts Reb Asts | Estadísticas 16 Luca Valussi 13 Emiliano Serres 6 Juan Pablo Venegas | Pabellón: Polideportivo Roberto Pando Árbitros: * Oscar Brítez * Gonzalo Delsart * Maximiliano Cáceres |  |

| 24 de septiembre, 19:00 | Peñarol                                                                         | 80–77                | Unión (SF)                                                           | Buenos Aires                                                                                |  |
|                         | Parciales: 18-13, 19-23, 15-20, 18-14 (T.E.: 10-7)                              |                      |                                                                      |                                                                                             |  |
|                         | Estadísticas Bruno Sansimoni 25 Phillip Lockett 10 Federico Aníbal Juan Marín 4 | Reporte Pts Reb Asts | Estadísticas 17 Andrés Jaime 10 Andrés Meinero 4 Christian Schoppler | Pabellón: Estadio Héctor Etchart Árbitros: * Danilo Molina * Raúl Sánchez * Alejandro Trias |  |

| 24 de septiembre, 21:30 | Gimnasia (CR)                                                         | 94–91                | Hispano Americano                                                  | Buenos Aires                                                                             |  |
|                         | Parciales: 24-28, 17-19, 32-22, 21-22                                 |                      |                                                                    |                                                                                          |  |
|                         | Estadísticas Yoanki Mencia 22 Agustín Barreiro 11 Sebastián Orresta 5 | Reporte Pts Reb Asts | Estadísticas 17 Marcos Saglietti 5 Joaquín Peralta 5 Guido Mariani | Pabellón: Estadio Luis Conde Árbitros: * Leonardo Zalazar * Roberto Smith * Raúl Lorenzo |  |

| 24 de septiembre, 21:30 | Ferro (BA)                                                             | 77–66                | Argentino (J)                                                     | Buenos Aires                                                                                   |  |
|                         | Parciales: 14-12, 22-17, 20-19, 21-18                                  |                      |                                                                   |                                                                                                |  |
|                         | Estadísticas Valentín Bettiga 14 Eduardo Vasirani 6 Rodrigo Gallegos 7 | Reporte Pts Reb Asts | Estadísticas 13 Enzo Filipetti 7 Enzo Filipetti 4 Emiliano Correa | Pabellón: Estadio Héctor Etchart Árbitros: * Rodrigo Castillo * Pedro Hoyo * Cristian Salguero |  |

| 25 de septiembre, 18:30 | Gimnasia (CR)                                                      | 82–73                | Argentino (J)                                                   | Buenos Aires                                                                               |  |
|                         | Parciales: 28-15, 13-13, 21-22, 20-23                              |                      |                                                                 |                                                                                            |  |
|                         | Estadísticas Yoanki Mencia 25 Agustín Barreiro 17 Sebastián Vega 4 | Reporte Pts Reb Asts | Estadísticas 13 Thomas Cooper 4 Emiliano Correa 4 Thomas Cooper | Pabellón: Estadio Luis Conde Árbitros: * Pablo Estévez * Gonzalo Delsart * Alejandro Trias |  |

| 25 de septiembre, 19:00 | Platense                                                     | 99–68                | Unión (SF)                                                     | Buenos Aires                                                                                              |  |
|                         | Parciales: 26-13, 30-11, 22-18, 21-26                        |                      |                                                                | |  |
|                         | Estadísticas Felipe Pais 19 Lucas Goldenberg 6 Felipe Pais 5 | Reporte Pts Reb Asts | Estadísticas 19 Jeantal Cylla 7 Jeantal Cylla 3 Gastón Bertona | Pabellón: Polideportivo Roberto Pando Árbitros: * Leonardo Zalazar * Rodrigo Castillo * Cristian Salguero |  |

| 25 de septiembre, 21:00 | Ferro (BA)                                                        | 77–70                | Obras Basket                                                                   | Buenos Aires                                                                                |  |
|                         | Parciales: 23-9, 25-10, 12-27, 17-24                              |                      |                                                                                |                                                                                             |  |
|                         | Estadísticas Eduardo Vasirani 19 Eduardo Vasirani 6 Tomás Spano 6 | Reporte Pts Reb Asts | Estadísticas 18 Joaquín Rodríguez Olivera 10 Luca Valussi 4 Juan Pablo Venegas | Pabellón: Estadio Héctor Etchart Árbitros: * Alejandro Chiti * Silvio Guzmán * Raúl Lorenzo |  |

| 25 de septiembre, 21:00 | Peñarol                                                              | 77–86                | Boca Juniors                                                         | Buenos Aires |  |
|                         | Parciales: 12-24, 16-23, 20-31, 29-8                                 |                      |                                                                      | |  |
|                         | Estadísticas Federico Marín 22 Phillip Lockett 9 Joaquín Valinotti 4 | Reporte Pts Reb Asts | Estadísticas 17 Kevin Hernández 11 Kevin Hernández 9 Leandro Vildoza | Pabellón: Estadio Luis Conde Árbitros: * Fernando Sampietro * Roberto Smith * Maximiliano Cáceres Televisión: DirecTV Sports |  |

| 25 de septiembre, 21:30 | San Lorenzo (BA)                                                        | 78–61                | Hispano Americano                                                     | Buenos Aires                                                                                |  |
|                         | Parciales: 18-16, 25-10, 23-21, 12-14                                   |                      |                                                                       |                                                                                             |  |
|                         | Estadísticas Agustín Pérez Tapia 20 Matías Sandes 14 Lucas Pérez Naim 5 | Reporte Pts Reb Asts | Estadísticas 14 Juan Ignacio Ducasse 6 Marcos Saglietti 2 Lucas Reyes | Pabellón: Polideportivo Roberto Pando Árbitros: * Oscar Brítez * Danilo Molina * Pedro Hoyo |  |

| 27 de septiembre, 19:00 | Obras Basket                                                        | 92–77                | San Lorenzo (BA)                                                      | Buenos Aires                                                                                   |  |
|                         | Parciales: 17-18, 28-19, 27-20, 20-20                               |                      |                                                                       |                                                                                                |  |
|                         | Estadísticas Emiliano Serres 25 Luca Valussi 8 Juan Pablo Venegas 4 | Reporte Pts Reb Asts | Estadísticas 20 Mauricio Corzo 8 Leandro Cerminato 2 Lucas Pérez Naim | Pabellón: Estadio Obras Sanitarias Árbitros: * Pablo Estévez * Rodrigo Castillo * J. Domínguez |  |

| 27 de septiembre, 19:00 | Argentino (J)                                                  | 70–90                | Peñarol                                                         | Buenos Aires                                                                            |  |
|                         | Parciales: 18-24, 10-20, 24-23, 18-23                          |                      |                                                                 |                                                                                         |  |
|                         | Estadísticas Thomas Cooper 21 Enzo Filipetti 12 Mauro Araujo 3 | Reporte Pts Reb Asts | Estadísticas 21 Carlos Buemo 8 Nicolás Franco 3 Bruno Sansimoni | Pabellón: Estadio Luis Conde Árbitros: * Alejandro Chiti * Silvio Guzmán * Raúl Lorenzo |  |

| 27 de septiembre, 21:00 | Unión (SF)                                                    | 65–89                | Gimnasia (CR)                                                            | Buenos Aires                                                                                    |  |
|                         | Parciales: 27-17, 12-26, 7-24, 19-22                          |                      |                                                                          |                                                                                                 |  |
|                         | Estadísticas Gastón Torres 17 Gastón Torres 10 Andrés Jaime 5 | Reporte Pts Reb Asts | Estadísticas 21 Agustín Barreiro 10 Agustín Barreiro 4 Sebastian Orresta | Pabellón: Estadio Héctor Etchart Árbitros: * Oscar Brítez * Roberto Smith * Maximiliano Cáceres |  |

| 27 de septiembre, 21:30 | Hispano Americano                                                  | 72–92                | Platense                                                          | Buenos Aires                                                                                       |  |
|                         | Parciales: 22-14, 13-22, 13-33, 24-23                              |                      |                                                                   | |  |
|                         | Estadísticas José Peralta 19 Marcos Saglietti 6 Víctor Fernández 4 | Reporte Pts Reb Asts | Estadísticas 16 Felipe Pais 6 Lucas Goldenberg 5 Lucas Goldenberg | Pabellón: Estadio Obras Sanitarias Árbitros: * Fernando Sampietro * Raúl Sánchez * Alejandro Trías |  |

| 27 de septiembre, 21:30 | Boca Juniors                                                          | 97–69                | Ferro (BA)                                                        | Buenos Aires                                                                             |  |
|                         | Parciales: 14-17, 28-14, 24-18, 31-20                                 |                      |                                                                   |                                                                                          |  |
|                         | Estadísticas Leonel Schattmann 22 Kevin Hernández 9 Leandro Vildoza 7 | Reporte Pts Reb Asts | Estadísticas 12 Marco Luchi 8 Valentín Bettiga 4 Rodrigo Gallegos | Pabellón: Estadio Luis Conde Árbitros: * Leonardo Zalazar * Pedro Hoyo * Carlos Salguero |  |

| 28 de septiembre, 19:00 | Obras Basket                                                          | 68–75                | Peñarol                                                          | Buenos Aires                                                                                           |  |
|                         | Parciales: 13-13, 16-18, 24-21, 15-23                                 |                      |                                                                  | |  |
|                         | Estadísticas Lautaro Berra 18 Emiliano Serres 10 Juan Pablo Venegas 6 | Reporte Pts Reb Asts | Estadísticas 15 Bruno Sansimoni 10 Phillip Lockett 3 Al Thornton | Pabellón: Estadio Obras Sanitarias Árbitros: * Fernando Sampietro * Emiliano Cáceres * Alejandro Trìas |  |

| 28 de septiembre, 21:00 | Unión (SF)                                                               | 76–69                | San Lorenzo (BA)                                                   | Buenos Aires                                                                                      |  |
|                         | Parciales: 18-19, 15-21, 18-13, 25-16                                    |                      |                                                                    |                                                                                                   |  |
|                         | Estadísticas Christian Schoppler 13 Maximiliano Martin 12 Andrés Jaime 9 | Reporte Pts Reb Asts | Estadísticas 16 Mauricio Corzo 12 Matías Sandes 5 Lucas Pérez Naim | Pabellón: Polideportivo Roberto Pando Árbitros: * Alejandro Chiti * Leonardo Zalazar * Pedro Hoyo |  |

| 28 de septiembre, 21:00 | Boca Juniors                                                            | 78–60                | Gimnasia (CR)                                                     | Buenos Aires                                                                            |  |
|                         | Parciales: 12-17, 26-23, 23-14, 17-6                                    |                      |                                                                   |                                                                                         |  |
|                         | Estadísticas Leonel Schattmann 25 Federico Aguerre 16 Leandro Vildoza 5 | Reporte Pts Reb Asts | Estadísticas 18 Yoanki Mencia 14 Agustín Barreiro 4 Sebatián Vega | Pabellón: Estadio Luis Conde Árbitros: * Rodrigo Castillo * Rául Sánchez * Raúl Lorenzo |  |

| 28 de septiembre, 21:00 | Hispano Americano                                                   | 81–90                | Ferro (BA)                                                        | Buenos Aires                                                                               |  |
|                         | Parciales: 14-26, 19-18, 28-17, 20-29                               |                      |                                                                   |                                                                                            |  |
|                         | Estadísticas Guido Mariani 22 Marcos Saglietti 7 Marcos Saglietti 7 | Reporte Pts Reb Asts | Estadísticas 21 Valentín Bettiga 7 Valentín Bettiga 6 Tomás Spano | Pabellón: Estadio Héctor Etchart Árbitros: * Pablo Estévez * Danilo Molina * Silvio Guzmán |  |

| 28 de septiembre, 21:30 | Argentino (J)                                                                   | 73–86                | Platense                                                   | Buenos Aire                                                                                     |  |
|                         | Parciales: 24-15, 12-23, 22-25, 15-23                                           |                      |                                                            |                                                                                                 |  |
|                         | Estadísticas Juan Ignacio Rodríguez Suppi 24 Santiago González 6 Mateo Araujo 3 | Reporte Pts Reb Asts | Estadísticas 18 Julian Aprea 9 Andrés Lugli 6 Andrés Lugli | Pabellón: Estadio Obras Sanitarias Árbitros: * Oscar Brítez * Roberto Smith * Cristian Salguero |  |

| 30 de septiembre, 19:00 | Peñarol                                                          | 115–90               | Hispano Americano                                              | Buenos Aires                                                                       |  |
|                         | Parciales: 28-18, 27-24, 28-21, 32-27                            |                      |                                                                |                                                                                    |  |
|                         | Estadísticas Federico Marín 24 Al Thornton 9 Joaquín Valinotti 7 | Reporte Pts Reb Asts | Estadísticas 21 Martín Gómez 6 José Peralta 3 Marcos Saglietti | Pabellón: Estadio Luis Conde Árbitros: * Roberto Smith * Oscar Brítez * Pedro Hoyo |  |

| 30 de septiembre, 21:00 | Gimnasia (CR)                                                      | 87–71                | Obras Basket                                                              | Buenos Aires |  |
|                         | Parciales: 21-23, 25-12, 21-17, 20-19                              |                      |                                                                           | |  |
|                         | Estadísticas Roberto Acuña Agustín Barreiro 12 Sebastián Orresta 6 | Reporte Pts Reb Asts | Estadísticas 15 Lautaro Berra 4 Lautaro Berra 5 Joaquín Rodríguez Olivera | Pabellón: Estadio Obras Sanitarias Árbitros: * Pablo Estévez * Silvio Guzmán * Leonardo Zalazar Televisión: TyC Sports |  |

| 30 de septiembre, 21:00 | Ferro (BA)                                                     | 83–73                | Unión (SF)                                                   | Buenos Aires                                                                                |  |
|                         | Parciales: 22-17, 19-22, 24-19, 18-15                          |                      |                                                              |                                                                                             |  |
|                         | Estadísticas Eduardo Vasirani 20 Theo Metzger 10 Tomás Spano 5 | Reporte Pts Reb Asts | Estadísticas 25 Jeantal Cylla 6 Gastón Torres 7 Andrés Jaime | Pabellón: Estadio Héctor Etchart Árbitros: * Rodrigo Castillo * Raúl Lorenzo * Raúl Sánchez |  |

| 30 de septiembre, 21:00 | San Lorenzo (BA)                                                    | 81–57                | Argentino (J)                                                                               | Buenos Aires                                                                                               |  |
|                         | Parciales: 24-13, 14-11, 18-19, 25-14                               |                      |                                                                                             | |  |
|                         | Estadísticas José Defelippo 23 Leandro Cerminato 11 Matías Sandes 6 | Reporte Pts Reb Asts | Estadísticas 16 Thomas Cooper 6 Juan Ignacio Rodríguez Suppi 4 Juan Ignacio Rodríguez Suppi | Pabellón: Polideportivo Roberto Pando Árbitros: * Fernando Sampietro * Enrique Cáceres * Cristian Salguero |  |

| 30 de septiembre, 21:30 | Platense                                                               | 46–68                | Boca Juniors                                                          | Buenos Aires                                                                               |  |
|                         | Parciales: 15-23, 2-8, 7-17, 22-20                                     |                      |                                                                       |                                                                                            |  |
|                         | Estadísticas Andrés Lugli 12 Lucas Goldenberg 10 Lautaro Fraga Pérez 4 | Reporte Pts Reb Asts | Estadísticas 22 Leonel Schattmann 13 Kevin Hernández 5 Carlos Buendía | Pabellón: Estadio Luis Conde Árbitros: * Alejandro Chiti * Gonzalo Delsart * Danilo Molina |  |

Segunda ventana
| 9 de octubre, 20:00 | Platense                                                        | 67–51                | San Lorenzo (BA)                                                   | Florida                                                                                                   |  |
|                     | Parciales: 14-18, 16-17, 21-7, 16-19                            |                      |                                                                    | |  |
|                     | Estadísticas Andrés Lugli 16 Andrés Lugli 10 Mateo Bernardini 5 | Reporte Pts Reb Asts | Estadísticas 14 Mauricio Corzo 9 Leandro Cerminato 2 Matías Sandes | Pabellón: Microestadio Ciudad de Vicente López Árbitros: * Pablo Estévez * Alejandro Trias * Raúl Sánchez |  |

| 10 de octubre, 19:00 | Argentino (J)                                                    | 79–81                | Boca Juniors                                                       | Santa Fe                                                                                    |  |
|                      | Parciales: 21-11, 6-28, 19-20, 25-12 (T.E.: 8-10)                |                      |                                                                    |                                                                                             |  |
|                      | Estadísticas Thomas Cooper 21 Pablo Alderete 15 Pablo Alderete 3 | Reporte Pts Reb Asts | Estadísticas 21 Federico Aguerre 9 Adrián Boccia 6 Leandro Vildoza | Pabellón: Estadio Ángel Malvicino Árbitros: * Diego Rougier * Fabio Alaniz * Gustavo D'Anna |  |

| 10 de octubre, 21:00 | Peñarol                                                                | 97–101               | Ferro (BA)                                                         | Buenos Aires                                                                                          |  |
|                      | Parciales: 16-25, 19-19, 26-11, 24-30 (T.E.: 12-16)                    |                      |                                                                    | |  |
|                      | Estadísticas Bruno Sansimoni 25 Phillip Lockett 12 Joaquín Valinotti 7 | Reporte Pts Reb Asts | Estadísticas 26 Tomás Spano 20 Rodrigo Gallegos 5 Valentín Bettiga | Pabellón: Estadio Héctor Etchart Árbitros: * Fernando Sampietro * Enrique Cáceres * Cristian Salguero |  |

| 10 de octubre, 21:30 | Unión (SF)                                                               | 75–78                | Obras Basket                                                                 | Santa Fe                                                                                  |  |
|                      | Parciales: 20-24, 17-16, 17-14, 21-24                                    |                      |                                                                              |                                                                                           |  |
|                      | Estadísticas Christian Schoppler 15 Maximiliano Martín 11 Andrés Jaime 4 | Reporte Pts Reb Asts | Estadísticas 17 Juan Pablo Venegas 7 Keith Stone 9 Joaquín Rodríguez Olivera | Pabellón: Estadio Ángel Malvicino Árbitros: * Roberto Smith * Oscar Brítez * Pablo Leyton |  |

| 11 de octubre, 19:00 | Obras Basket                                                             | 89–88                | Hispano Americano                                             | Santa Fe                                                                                 |  |
|                      | Parciales: 20-21, 19-26, 29-23, 21-18                                    |                      |                                                               |                                                                                          |  |
|                      | Estadísticas Juan Pablo Venegas 21 Lautaro Berra 8 Juan Pablo Venegas 12 | Reporte Pts Reb Asts | Estadísticas 19 José Peralta 5 Rakim Brown 6 Marcos Saglietti | Pabellón: Estadio Ángel Malvicino Árbitros: * Diego Rougier * Fabio Alaniz * Ariel Rosas |  |

| 11 de octubre, 21:00 | Gimnasia (CR)                                                       | 83–89                | Peñarol                                                             | Buenos Aires                                                                                   |  |
|                      | Parciales: 28-22, 20-21, 14-21, 21-25                               |                      |                                                                     |                                                                                                |  |
|                      | Estadísticas Roberto Acuña 20 Facundo Vázquez 5 Sebastián Orresta 7 | Reporte Pts Reb Asts | Estadísticas 25 Phillip Lockett 7 Bruno Sansimoni 8 Bruno Sansimoni | Pabellón: Polideportivo Roberto Pando Árbitros: * Pablo Estevez * Pedro Hoyo * Enrique Cáceres |  |

| 11 de octubre, 21:00 | Ferro (BA)                                                             | 70–67                | Platense                                                              | Buenos Aires                                                                                     |  |
|                      | Parciales: 15-18, 20-19, 10-16, 25-14                                  |                      |                                                                       |                                                                                                  |  |
|                      | Estadísticas Joaquín Laterza 17 Eduardo Vasirani 12 Valentín Bettiga 4 | Reporte Pts Reb Asts | Estadísticas 16 Andrés Lugli 9 Lucas Goldenberg 5 Lautaro Fraga Pérez | Pabellón: Estadio Héctor Etchart Árbitros: * Julio Dinamarca * Alberto Ponzo * Cristian Salguero |  |

| 11 de octubre, 21:30 | Boca Juniors                                                    | 68–64                | Unión (SF)                                                       | Santa Fe                                                                                    |  |
|                      | Parciales: 19-18, 14-14, 18-10, 17-22                           |                      |                                                                  |                                                                                             |  |
|                      | Estadísticas David Nesbitt 14 Adrián Boccia 7 Leandro Vildoza 5 | Reporte Pts Reb Asts | Estadísticas 12 Andrés Jaime 9 Maximiliano Martin 4 Andrés Jaime | Pabellón: Estadio Ángel Malvicino Árbitros: * Roberto Smith * Gustavo Danna * Danilo Molina |  |

| 12 de octubre, 21:00 | Gimnasia (CR)                                                             | 94–76                | San Lorenzo (BA)                                                  | Buenos Aires                                                               |  |
|                      | Parciales: 23-11, 22-13, 27-23, 22-29                                     |                      |                                                                   |                                                                            |  |
|                      | Estadísticas Sebastián Orresta 20 Agustín Barreiro 14 Sebastián Orresta 5 | Reporte Pts Reb Asts | Estadísticas 15 Leandro Cerminato 9 Matías Sandes 5 Matías Sandes | Pabellón: Polideportivo Roberto Pando Árbitros: * * Televisión: TyC Sports |  |

| 13 de octubre, 19:00 | Hispano Americano                                               | 72–78                | Boca Juniors                                                          | Santa Fe                                                                                |  |
|                      | Parciales: 15-17, 11-22, 33-20, 13-19                           |                      |                                                                       |                                                                                         |  |
|                      | Estadísticas José Peralta 25 Guido Mariani 6 Víctor Fernández 5 | Reporte Pts Reb Asts | Estadísticas 23 Federico Aguerre 12 Kevin Hernández 7 Leandro Vildoza | Pabellón: Estadio Ángel Malvicino Árbitros: * Oscar Brítez * Ariel Rosas * Fabio Alaníz |  |

| 13 de octubre, 21:00 | Peñarol                                                                    | 70–75                | Platense                                                           | Florida |  |
|                      | Parciales: 19-16, 12-16, 19-23, 20-20                                      |                      |                                                                    | |  |
|                      | Estadísticas Federico Aníbal Juan Marín 21 Al Thornton 9 Bruno Sansimoni 4 | Reporte Pts Reb Asts | Estadísticas 20 Julián Aprea 14 Andrés Lugli 3 Lautaro Fraga Pérez | Pabellón: Microestadio Ciudad de Vicente López Árbitros: * Pablo Estévez * Julio Dinamarca * Alejandro Trías |  |

| 13 de octubre, 21:30 | Unión (SF)                                                        | 87–81                | Argentino (J)                                                          | Santa Fe                                                                                   |  |
|                      | Parciales: 27-14, 19-14, 20-23, 21-30                             |                      |                                                                        |                                                                                            |  |
|                      | Estadísticas Jenatal Cylla 20 Maximiliano Martin 9 Andrés Jaime 8 | Reporte Pts Reb Asts | Estadísticas 15 Cristian Cardo 9 Enzo Filipetti 4 Juan Rodríguez Suppi | Pabellón: Estadio Ángel Malvicino Árbitros: * Oscar Brítez * Gustavo D'Anna * Pablo Leyton |  |

| 14 de octubre, 19:00 | Argentino (J)                                                     | 95–88                | Hispano Americano                                             | Santa Fe                                                                                   |  |
|                      | Parciales: 25-25, 27-24, 28-16, 15-23                             |                      |                                                               |                                                                                            |  |
|                      | Estadísticas Thomas Cooper 27 Emiliano Correa 6 Emiliano Correa 7 | Reporte Pts Reb Asts | Estadísticas 32 Guido Mariani 7 Guido Mariani 5 Guido Mariani | Pabellón: Estadio Ángel Malvicino Árbitros: * Oscar Brítez * Pablo Leyton * Gustavo D'Anna |  |

| 14 de octubre, 19:00 | Ferro (BA)                                                         | 72–73                | Gimnasia (CR)                                                    | Buenos Aires                                                                                 |  |
|                      | Parciales: 21-10, 15-26, 19-15, 17-22                              |                      |                                                                  |                                                                                              |  |
|                      | Estadísticas Theo Metzger 21 Valentín Bettiga 9 Valentín Bettiga 5 | Reporte Pts Reb Asts | Estadísticas 24 Yoanki Mencia 12 Sebastián Vega 6 Sebastián Vega | Pabellón: Estadio Héctor Etchart Árbitros: * Fernando Sampietro * Pedro Hoyo * Alberto Ponzo |  |

| 14 de octubre, 21:00 | San Lorenzo (BA)                                                 | 88–73                | Peñarol                                                          | Buenos Aires                                                                                       |  |
|                      | Parciales: 23-17, 15-20, 25-16, 25-20                            |                      |                                                                  | |  |
|                      | Estadísticas José Defelippo 19 Matías Sandes 12 José Defelippo 5 | Reporte Pts Reb Asts | Estadísticas 17 Federico Marín 9 Tomás Monacchi 5 Federico Marín | Pabellón: Polideportivo Roberto Pando Árbitros: * Julio Dinamarca * Alejandro Trías * Raúl Sánchez |  |

| 14 de octubre, 21:30 | Boca Juniors                                                         | 72–54                | Obras Basket                                                                               | Santa Fe                                                                                  |  |
|                      | Parciales: 17-14, 18-10, 15-17, 22-13                                |                      |                                                                                            |                                                                                           |  |
|                      | Estadísticas Kevin Hernández 17 Kevin Hernández 10 Leandro Vildoza 7 | Reporte Pts Reb Asts | Estadísticas 13 Joaquín Rodríguez Olivera 6 Joaquín Rodríguez Olivera 3 Juan Pablo Venegas | Pabellón: Estadio Ángel Malvicino Árbitros: * Roberto Smith * Ariel Rosas * Danilo Molina |  |

| 16 de octubre, 11:00 | Hispano Americano                                                               | 88–86                | Unión (SF)                                                     | Santa Fe                                                                                  |  |
|                      | Parciales: 24-20, 21-20, 21-24, 22-22                                           |                      |                                                                |                                                                                           |  |
|                      | Estadísticas Juan Ignacio Ducasse 18 Juan Ignacio Ducasse 13 Víctor Fernández 6 | Reporte Pts Reb Asts | Estadísticas 21 Gastón Bertona 7 Gonzalo Torres 5 Andrés Jaime | Pabellón: Estadio Ángel Malvicino Árbitros: * Diego Rougier * Roberto Smith * Ariel Rosas |  |

| 16 de octubre, 19:00 | Obras Basket                                                                   | 77–68                | Argentino (J)                                                  | Santa Fe                                                                                  |  |
|                      | Parciales: 23-16, 26-17, 16-16, 12-19                                          |                      |                                                                |                                                                                           |  |
|                      | Estadísticas Víctor Andrade Toyo 17 Víctor Andrade Toyo 7 Juan Pablo Venegas 3 | Reporte Pts Reb Asts | Estadísticas 19 Thomas Cooper 9 Enzo Filipetti 5 Thomas Cooper | Pabellón: Estadio Ángel Malvicino Árbitros: * Oscar Brítez * Danilo Molina * Fabio Alaniz |  |

| 16 de octubre, 21:00 | Platense                                                  | 64–78                | Gimnasia (CR)                                                         | Florida                                                                                                 |  |
|                      | Parciales: 20-23, 12-21, 19-18, 13-16                     |                      |                                                                       | |  |
|                      | Estadísticas Andrés Lugli 17 Julian Aprea 5 Felipe Pais 3 | Reporte Pts Reb Asts | Estadísticas 19 Sebastián Orresta 16 Agustín Barreiro 3 Ramiro Stehli | Pabellón: Microestadio Ciudad de Vicente López Árbitros: * Pablo Estévez * Raúl Sánchez * Alberto Ponzo |  |

| 16 de octubre, 21:00 | San Lorenzo (BA)                                                  | 72–71                | Ferro (BA)                                                | Buenos Aires                                                                                                   |  |
|                      | Parciales: 14-14, 15-20, 24-17, 19-20                             |                      |                                                           | |  |
|                      | Estadísticas Matías Sandes 15 Matías Sandes 11 Lucas Pérez Naim 8 | Reporte Pts Reb Asts | Estadísticas 21 Theo Metzger 8 Theo Metzger 6 Marco Luchi | Pabellón: Polideportivo Roberto Pando Árbitros: * Fernando Sampietro * Maximiliano Cáceres * Cristian Salguero |  |

### Segunda fase, play-offs
El sorteo de la segunda fase se realizó el 19 de octubre. Tras contar con algunas consideraciones, cómo que los equipos de una misma zona no se podían enfrentar entre sí en cuartos de final, y definir como sede al Estadio Ángel Sandrín de Córdoba, se definieron los cuatro enfrentamientos. Para el sorteo se usaron dos copones, en uno estuvieron los cuatro primeros de grupo y en el otro los cuatro segundos de grupo. También quedaron definidos los duelos de semifinales.

#### Cuadro
|  | Cuartos de final    | Cuartos de final    | Cuartos de final |                |                     | Semifinales         | Semifinales | Semifinales |  |           | Final     | Final | Final |  |
|  |                     |                     |                  |                |                     |                     |             |             |  |           |           |       |       |  |
|  |                     |                     |                  |                |                     |                     |             |             |  |           |           |       |       |  |
|  | Instituto           | Instituto           | 89               |                |                     |                     |             |             |  |           |           |       |       |  |
|  | Instituto           | Instituto           | 89               |                |                     |                     |             |             |  |           |           |       |       |  |
|  | Obras Basket        | Obras Basket        | 82               |                |                     |                     |             |             |  |           |           |       |       |  |
|  | Obras Basket        | Obras Basket        | 82               |                | Instituto           | Instituto           | 80          |             |  |           |           |       |       |  |
|  |                     |                     |                  |                | Instituto           | Instituto           | 80          |             |  |           |           |       |       |  |
|  |                     |                     | San Martín (C)   | San Martín (C) | 70                  |                     |             |             |  |           |           |       |       |  |
|  | San Martín (C)      | San Martín (C)      | San Martín (C)   | San Martín (C) | 70                  | 65                  |             |             |  |           |           |       |       |  |
|  | San Martín (C)      | San Martín (C)      |                  |                |                     |                     |             |             |  |           |           |       |       |  |
|  | Ferro (BA)          | Ferro (BA)          | 57               |                |                     |                     |             |             |  |           |           |       |       |  |
|  | Ferro (BA)          | Ferro (BA)          | 57               |                |                     |                     |             |             |  | Instituto | Instituto | 80    |       |  |
|  |                     |                     |                  |                |                     |                     |             |             |  | Instituto | Instituto | 80    |       |  |
|  |                     |                     | Gimnasia (CR)    | Gimnasia (CR)  | 66                  |                     |             |             |  |           |           |       |       |  |
|  | Boca Juniors        | Boca Juniors        | Gimnasia (CR)    | Gimnasia (CR)  | 66                  | 66                  |             |             |  |           |           |       |       |  |
|  | Boca Juniors        | Boca Juniors        |                  |                |                     |                     |             |             |  |           |           |       |       |  |
|  | La Unión de Formosa | La Unión de Formosa | 71               |                |                     |                     |             |             |  |           |           |       |       |  |
|  | La Unión de Formosa | La Unión de Formosa | 71               |                | La Unión de Formosa | La Unión de Formosa | 66          |             |  |           |           |       |       |  |
|  |                     |                     |                  |                | La Unión de Formosa | La Unión de Formosa | 66          |             |  |           |           |       |       |  |
|  |                     |                     | Gimnasia (CR)    | Gimnasia (CR)  | 71                  |                     |             |             |  |           |           |       |       |  |
|  | Gimnasia (CR)       | Gimnasia (CR)       | Gimnasia (CR)    | Gimnasia (CR)  | 71                  | 73                  |             |             |  |           |           |       |       |  |
|  | Gimnasia (CR)       | Gimnasia (CR)       |                  |                |                     |                     |             |             |  |           |           |       |       |  |
|  | Quimsa              | Quimsa              | 71               |                |                     |                     |             |             |  |           |           |       |       |  |
|  | Quimsa              | Quimsa              | 71               |                |                     |                     |             |             |  |           |           |       |       |  |
|  |                     |                     |                  |                |                     |                     |             |             |  |           |           |       |       |  |

#### Cuartos de final
| 27 de octubre, 13:30 | San Martín (C)                                                 | 65–57                | Ferro (BA)                                                              | Córdoba                                                                                   |  |
|                      | Parciales: 11-20, 14-8, 11-18, 29-11                           |                      |                                                                         |                                                                                           |  |
|                      | Estadísticas Javier Saiz 16 Emiliano Basabe 8 Matías Solanas 5 | Reporte Pts Reb Asts | Estadísticas 14 Eduardo Vasirani 11 Valentín Bettiga 4 Rodrigo Gallegos | Pabellón: Estadio Ángel Sandrín Árbitros: * Oscar Britez * Daniel Rodrigo * Alberto Pongo |  |

| 27 de octubre, 16:00 | Boca Juniors                                                          | 66–71                | La Unión de Formosa                                                   | Córdoba |  |
|                      | Parciales: 18-26, 20-17, 13-11, 15-17                                 |                      |                                                                       | |  |
|                      | Estadísticas Federico Aguerre 16 Federico Aguerre 6 Leandro Vildoza 5 | Reporte Pts Reb Asts | Estadísticas 17 Jonatan Maldonado 9 Chaz Crawford 4 Jonatan Maldonado | Pabellón: Estadio Ángel Sandrín Árbitros: * Alejandro Chiti * Roberto Smith * Sergio Tarifeño Televisión: DirecTV Sports |  |

| 27 de octubre, 18:30 | Gimnasia (CR)                                                    | 73–71                | Quimsa                                                                  | Córdoba                                                                                      |  |
|                      | Parciales: 14-18, 20-19, 20-16, 19-18                            |                      |                                                                         |                                                                                              |  |
|                      | Estadísticas Sebastián Orresta 17 Diego Romero 11 Diego Romero 5 | Reporte Pts Reb Asts | Estadísticas 17 Eric Anderson, Jr. 12 Eric Anderson, Jr. 3 Iván Gramajo | Pabellón: Estadio Ángel Sandrín Árbitros: * Juan Fernández * Diego Rougier * Julio Dinamarca |  |

| 27 de octubre, 21:10 | Instituto                                                      | 89–82                | Obras Basket                                                              | Córdoba |  |
|                      | Parciales: 23-26, 17-15, 29-26, 20-15                          |                      |                                                                           | |  |
|                      | Estadísticas Martín Cuello 25 Nicolás Romano 8 Gastón Whelan 4 | Reporte Pts Reb Asts | Estadísticas 26 Juan Pablo Venegas 7 Emiliano Serres 7 Juan Pablo Venegas | Pabellón: Estadio Ángel Sandrín Árbitros: * Fabricio Vito * Rodrigo Castillo * Gonzalo Delsart Televisión: TyC Sports |  |

#### Semifinales
| 28 de octubre, 18:30 | La Unión de Formosa                                                | 66–71                | Gimnasia (CR)                                                     | Córdoba                                                                                     |  |
|                      | Parciales: 25-21, 17-20, 11-17, 13-13                              |                      |                                                                   |                                                                                             |  |
|                      | Estadísticas Patricio Tabárez 17 Lucas Arn 10 Jonathan Maldonado 4 | Reporte Pts Reb Asts | Estadísticas 18 Marcus Elliott 10 Agustín Barreiro 3 Diego Romero | Pabellón: Estadio Ángel Sandrín Árbitros: * Oscar Brítez * Daniel Rodrigo * Julio Dinamarca |  |

| 28 de octubre, 21:10 | Instituto                                                     | 80–70                | San Martín (C)                                                         | Córdoba |  |
|                      | Parciales: 19-26, 27-11, 15-13, 19-20                         |                      |                                                                        | |  |
|                      | Estadísticas Martín Cuello 20 Gastón Whelan 8 Gastón Whelan 6 | Reporte Pts Reb Asts | Estadísticas 16 Fabián Ramírez Barrios 6 Emiliano Basabe 4 Javier Saiz | Pabellón: Estadio Ángel Sandrín Árbitros: * Diego Rougier * Rodrigo Castillo * Roberto Smith Televisión: TyC Sports |  |

#### Final
| 30 de octubre, 11:00 | Instituto                                                        | 80–66                | Gimnasia (CR)                                                         | Córdoba |  |
|                      | Parciales: 24-19, 17-10, 21-21, 18-16                            |                      |                                                                       | |  |
|                      | Estadísticas Nicolás Romano 17 Nicolás Romano 10 Martín Cuello 6 | Reporte Pts Reb Asts | Estadísticas 19 Marcus Elliott 9 Agustín Barreiro 2 Sebastián Orresta | Pabellón: Estadio Ángel Sandrín Árbitros: * Javier Fernández * Alejandro Chiti * Fabricio Vito Televisión: TyC Sports |  |